# Église Saint-Martin de Féron
L'église Saint-Martin est une église située sur le territoire de la commune de Féron, dans le département du Nord.

## Localisation
L'église est située sur la commune de Féron, dans le département du Nord.

## Description
L'église Saint-Martin est protégée par un imposant donjon à base carré de 8 m de côté surmonté d'un toit à quatre pans en ardoise. Trois niveaux de construction sont bien délimités : les deux niveaux inférieurs en granit grossier et la partie supérieure en brique. Les deux niveaux supérieurs sont eux-mêmes divisés chacun en deux étages avec une porte centrale et des meurtrières (la porte du haut a été remplacée par l'horloge). 

Sur la partie en brique sont fixés les quatre chiffres en fer forgé qui scellent la date de construction de l'édifice : 1614.

## Historique
L'église Saint-Martin est construite en 1614. Des phases de reconstruction de la nef auront lieu au  XVIIIe siècle et XIXe siècle. L'église est inscrite au titre des monuments historiques par arrêté du 10 février 1948.

## Mobilier
L'essentiel du mobilier de l'église est classé à l'inventaire général du patrimoine culturel en particulier :
- Le maître-autel en bois peint du XVIIe
- L'autel de la Sainte-Vierge et son retable
- La statue de la Vierge à l'enfant
- Le groupe sculpté de Saint Marin et le pauvre
- La statue de Saint-Nicolas

## Galerie

### Cartes postales anciennes

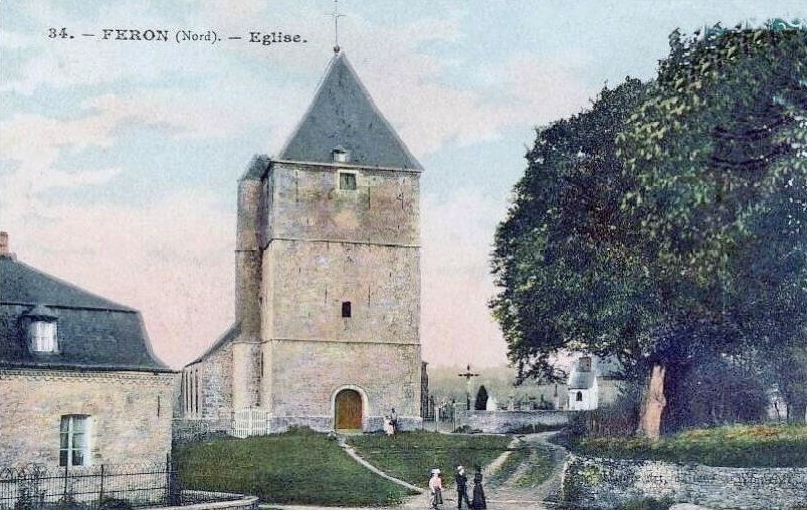
Carte postale de l'église vers 1910.
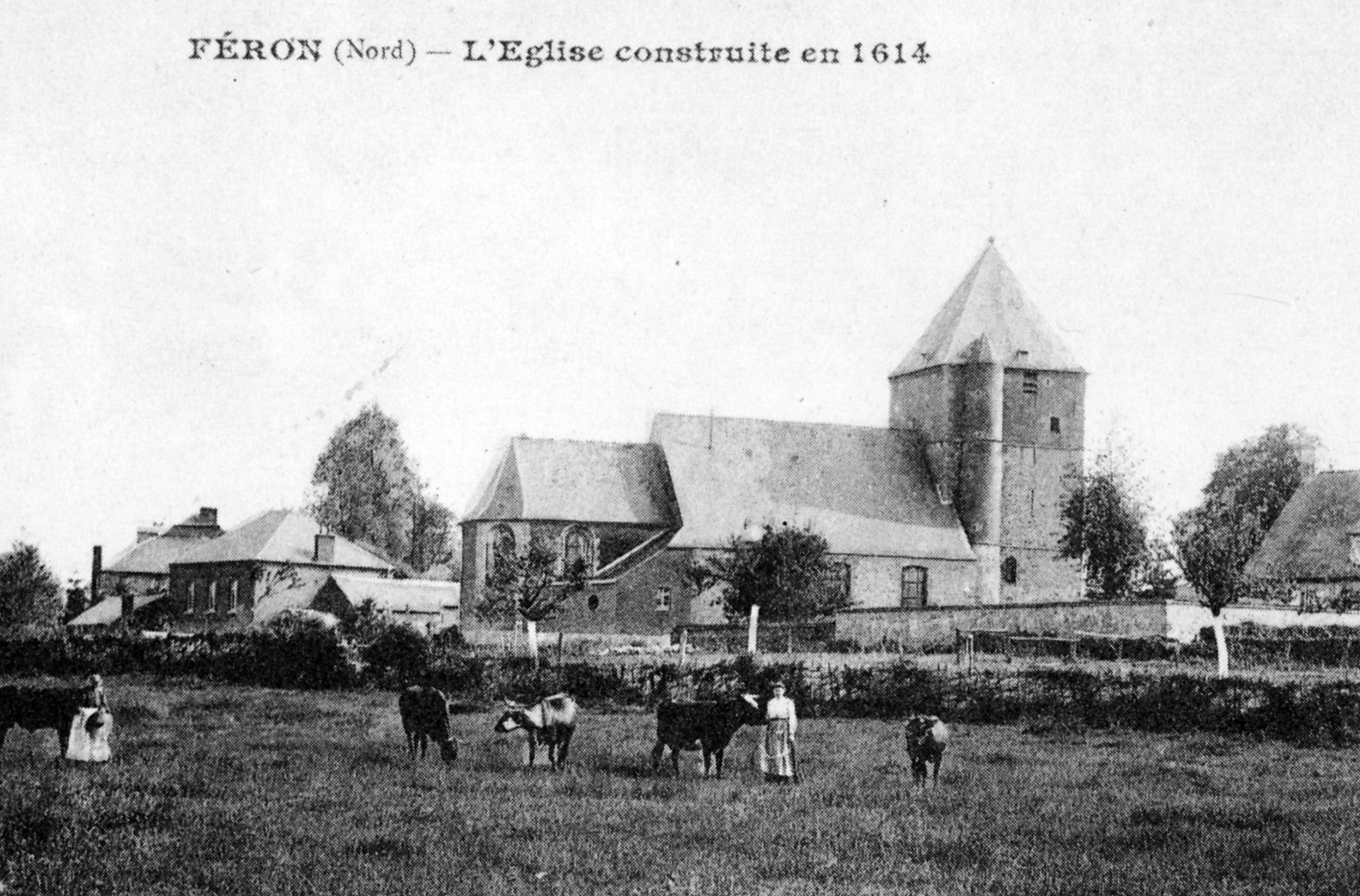
Carte postale de l'église vers 1910.

### Extérieur de l'église Saint-Martin

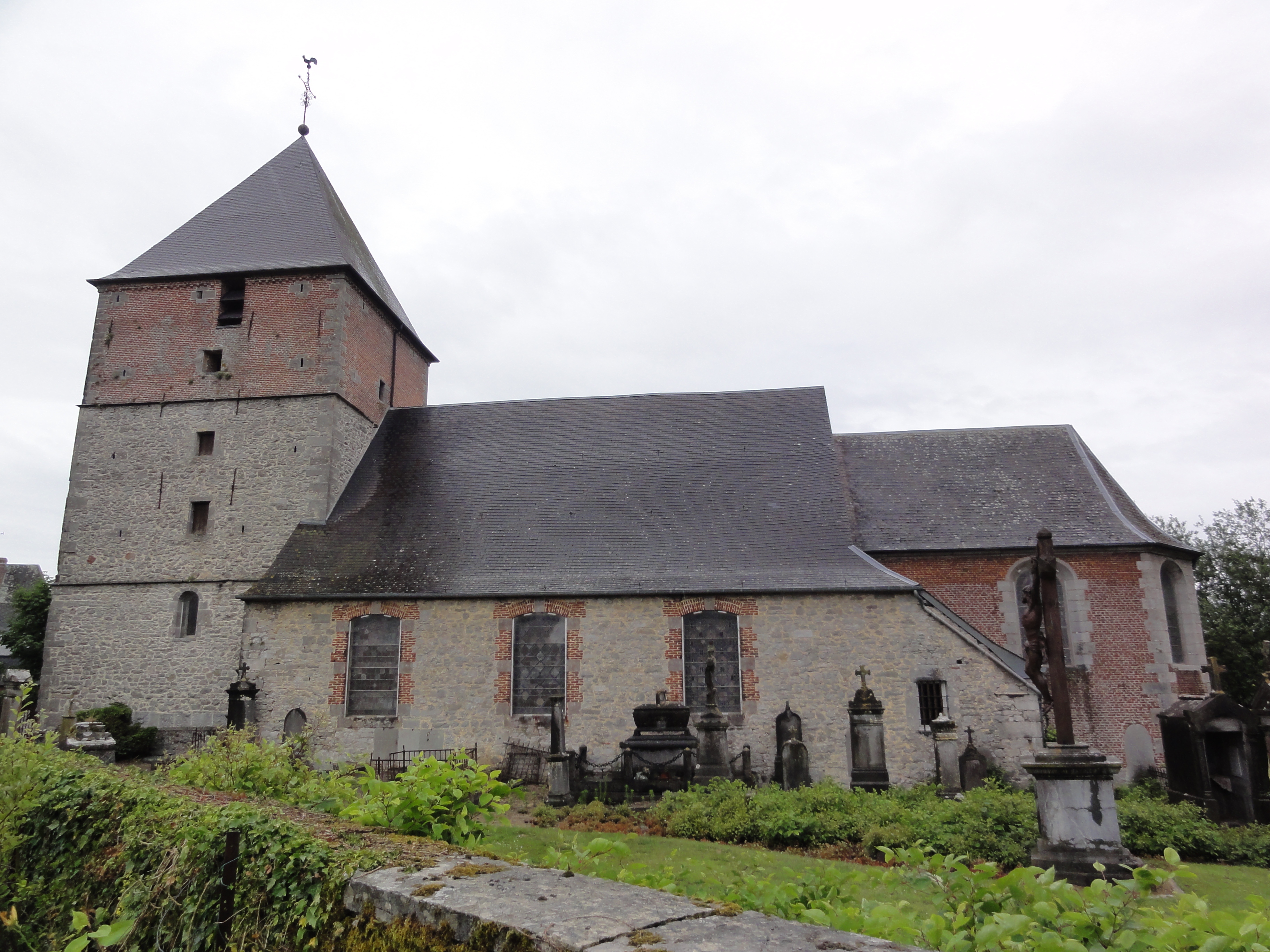
Vue latérale de l'église côté sud.
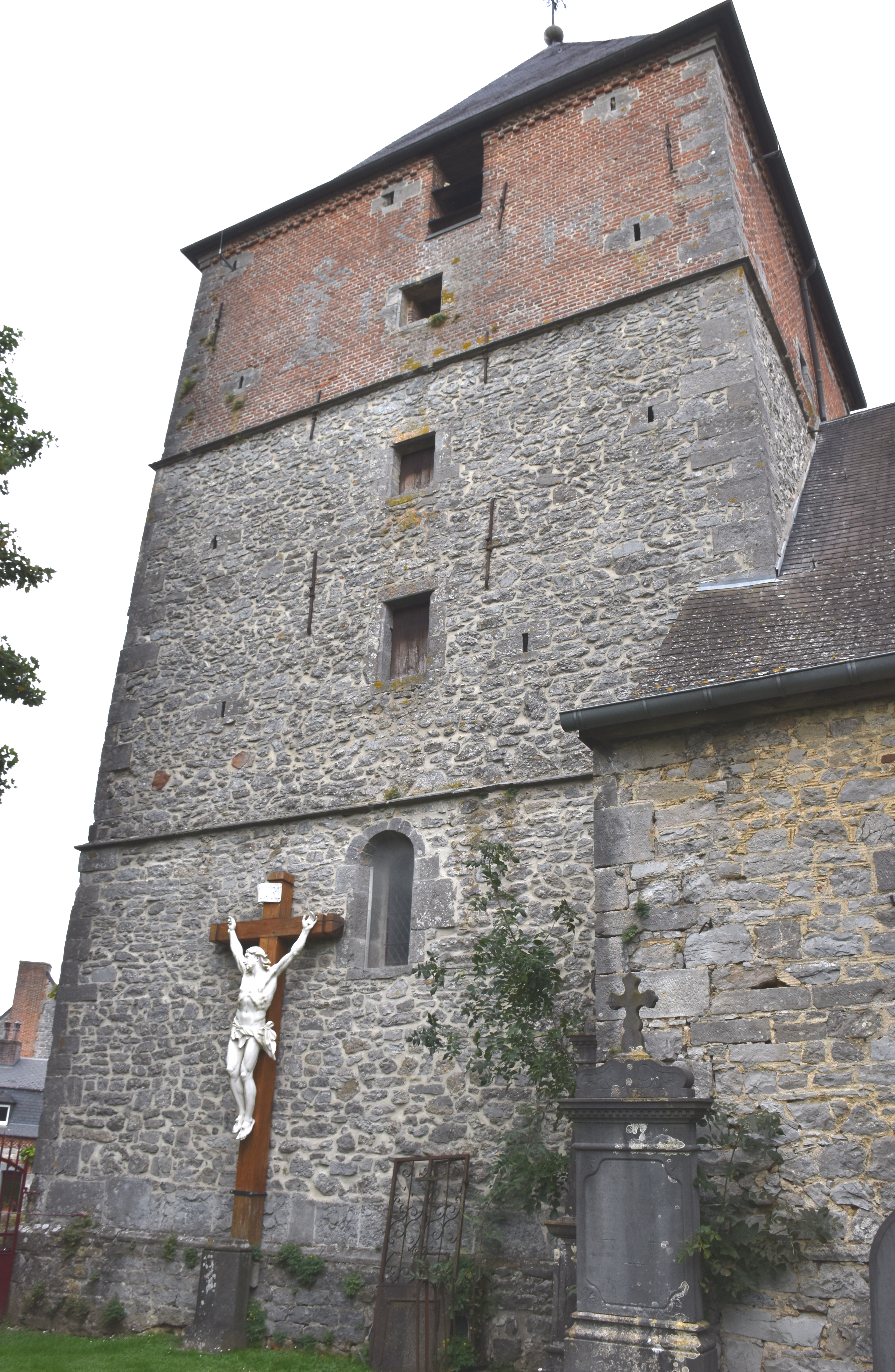
Vue du donjon côté sud.
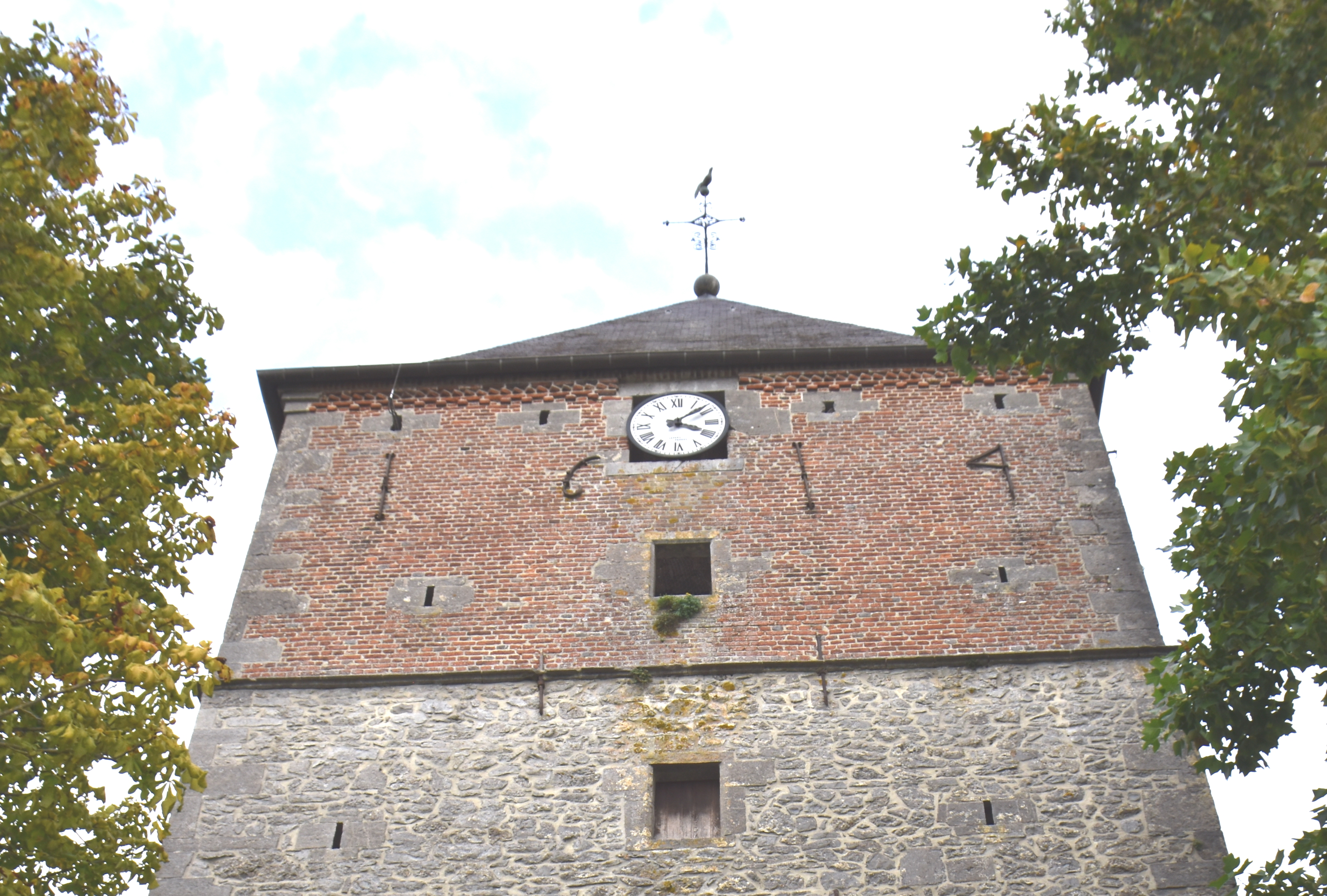
Le donjon portant la date de construction : 1614.
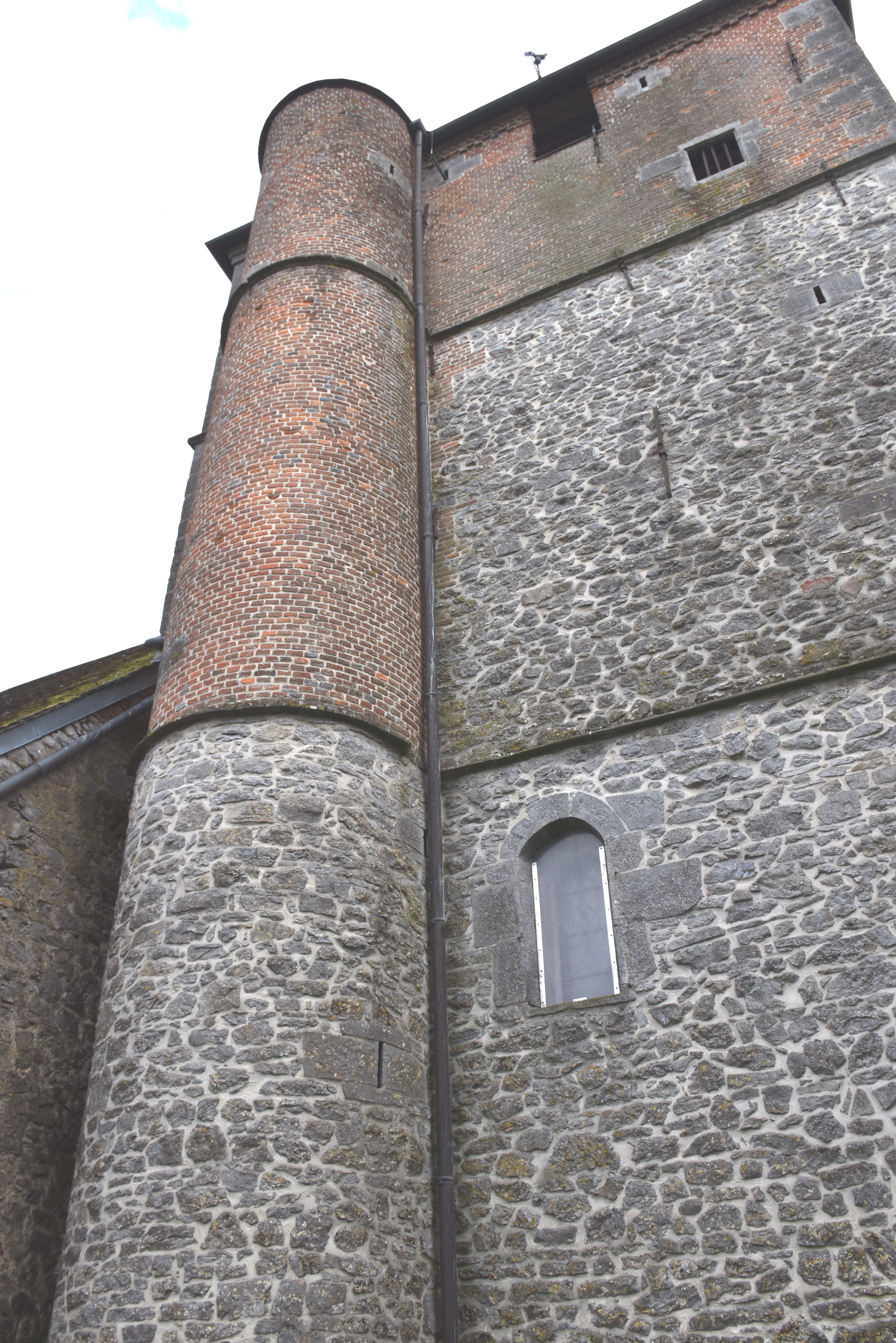
Tour flanquée sur le côté nord du donjon.
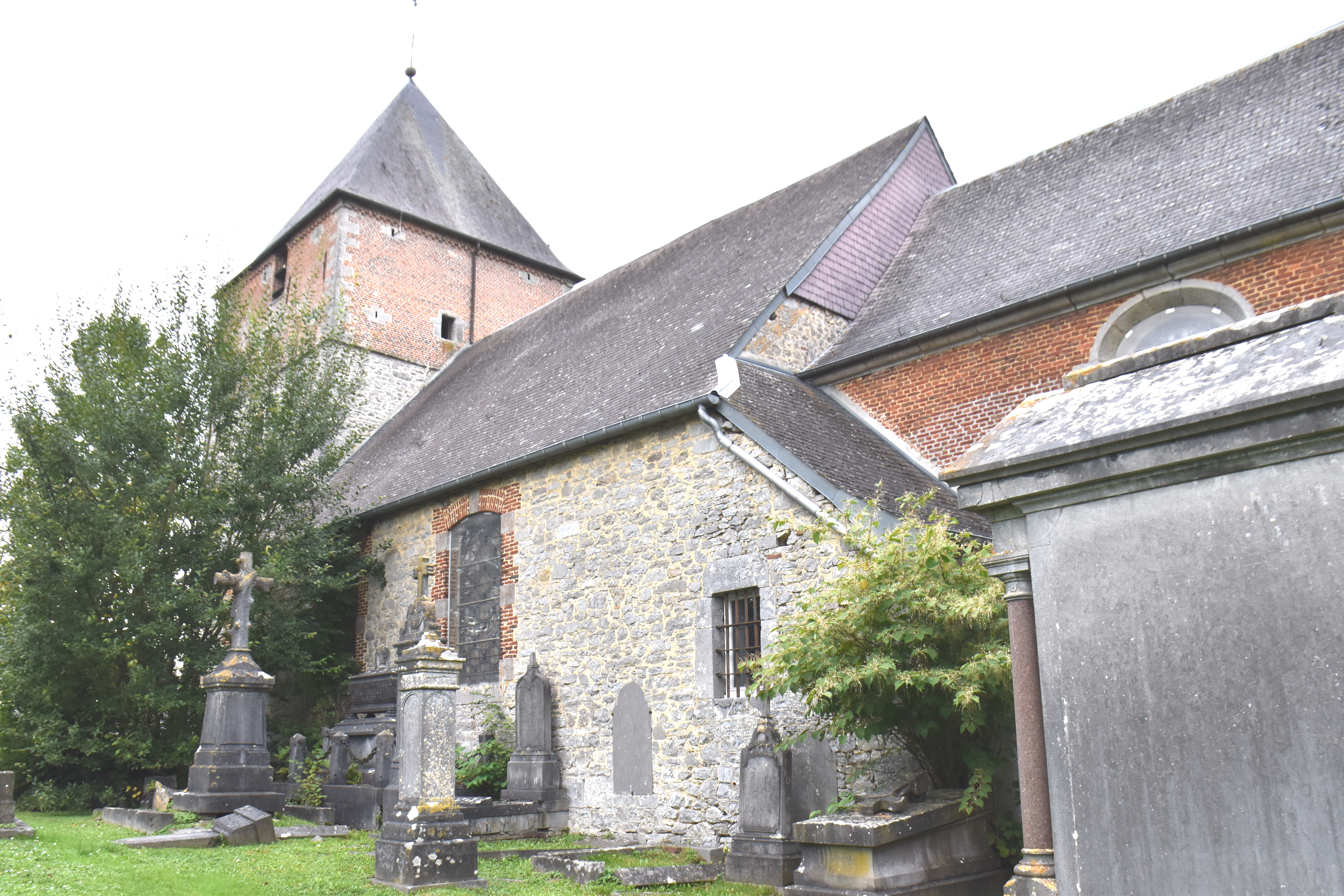
Vue latérale.

### Intérieur de l'église Saint-Martin

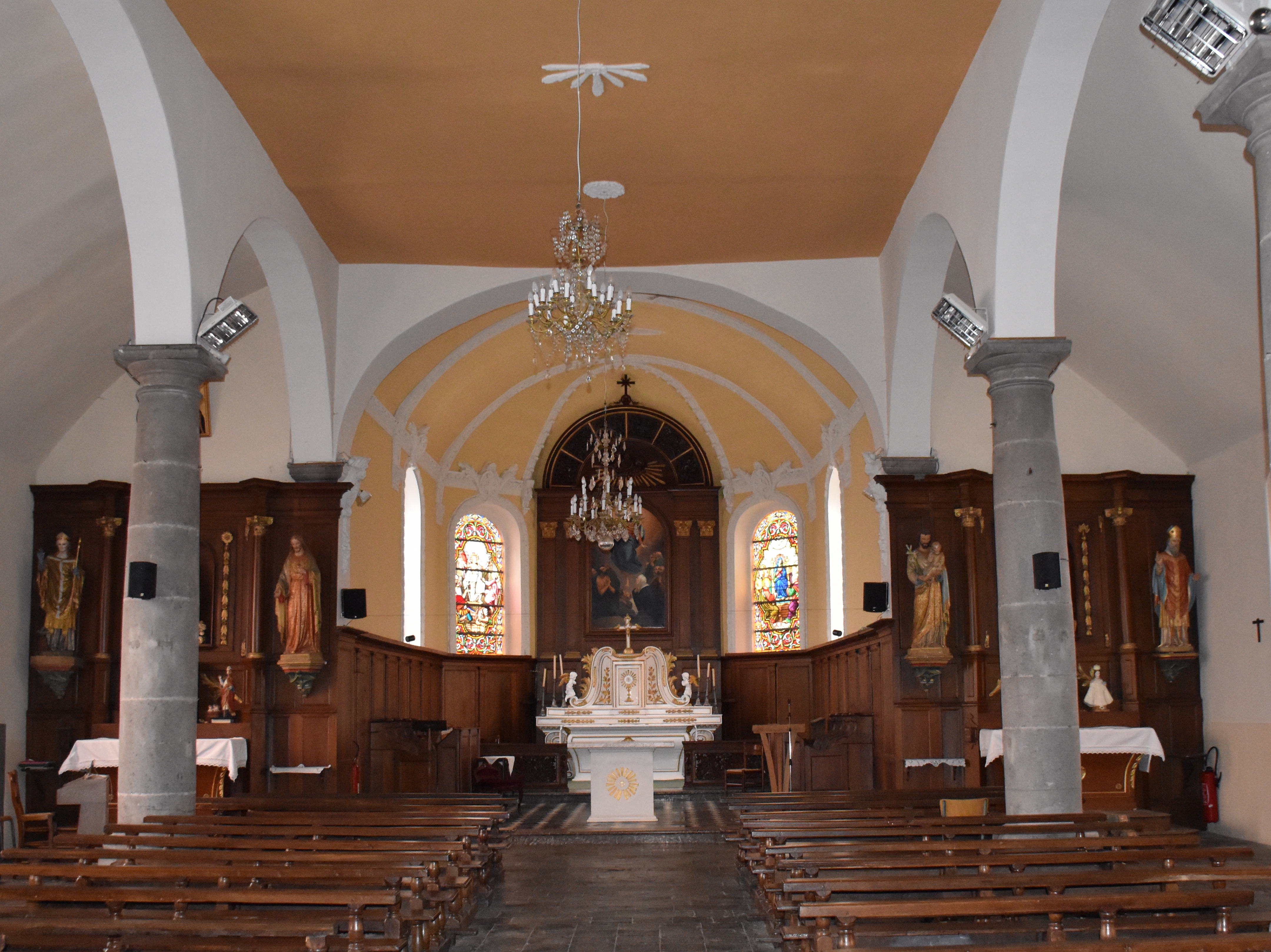
La nef.
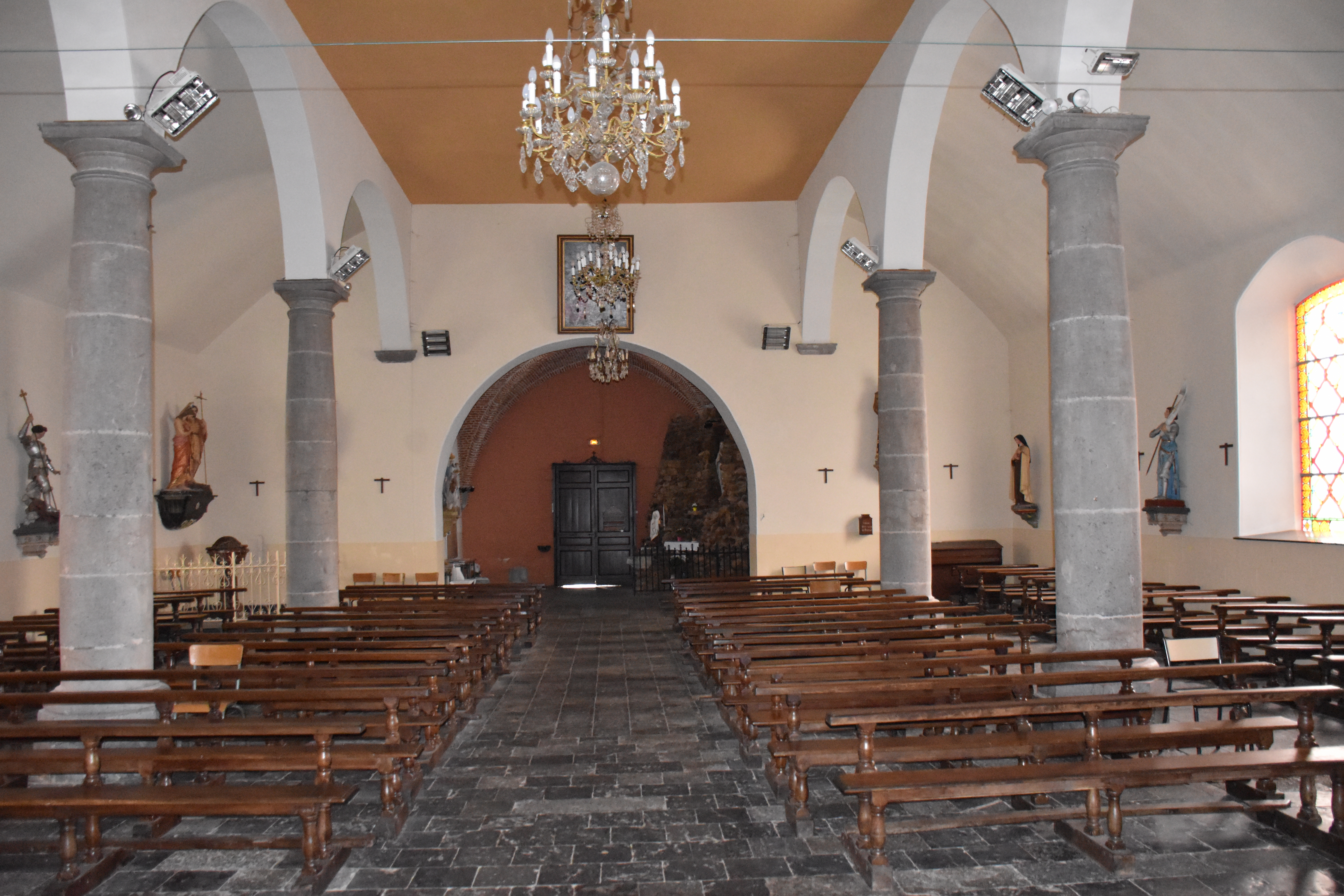
La nef côté porche.
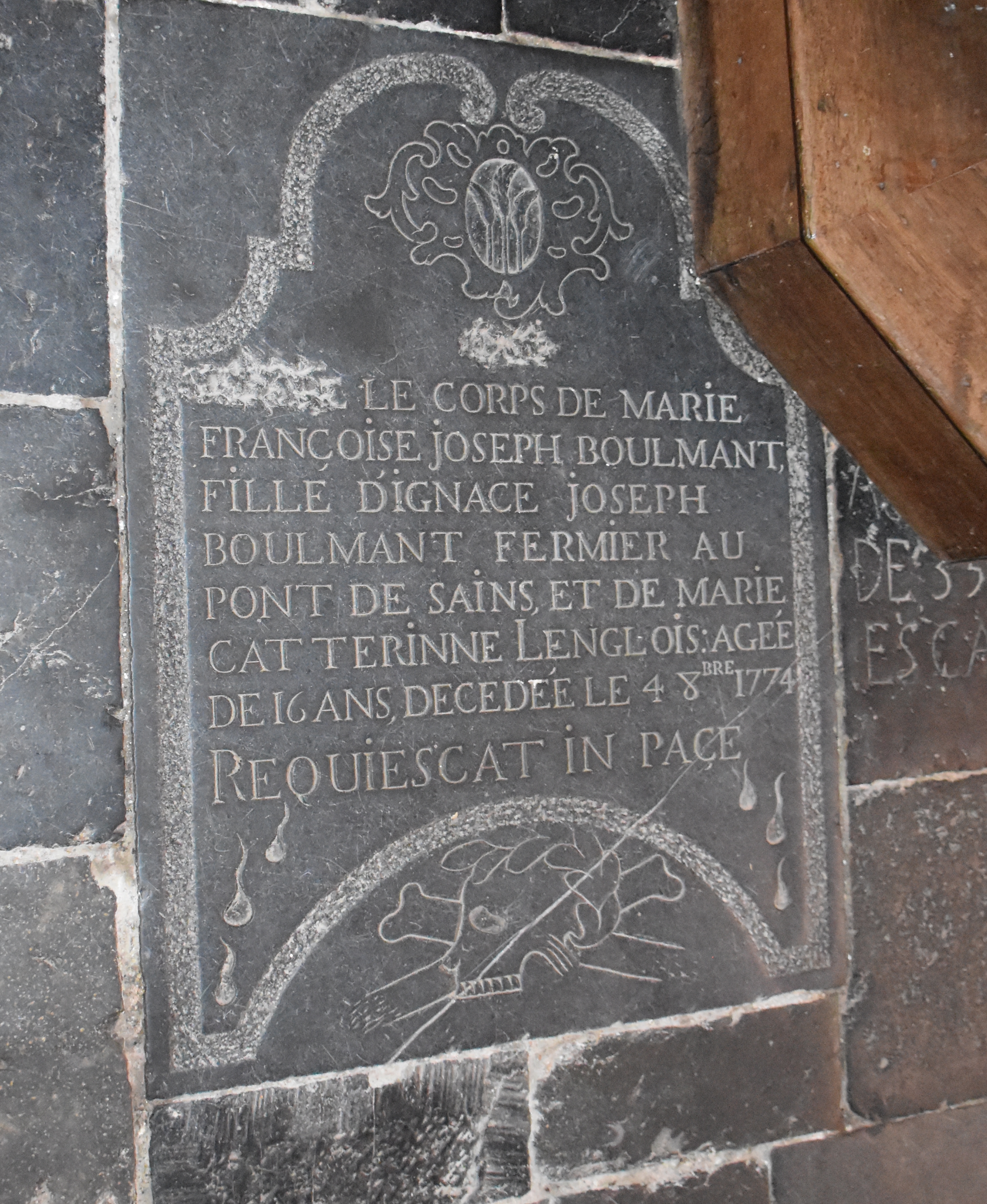
Pierre tombale datée de 1674.
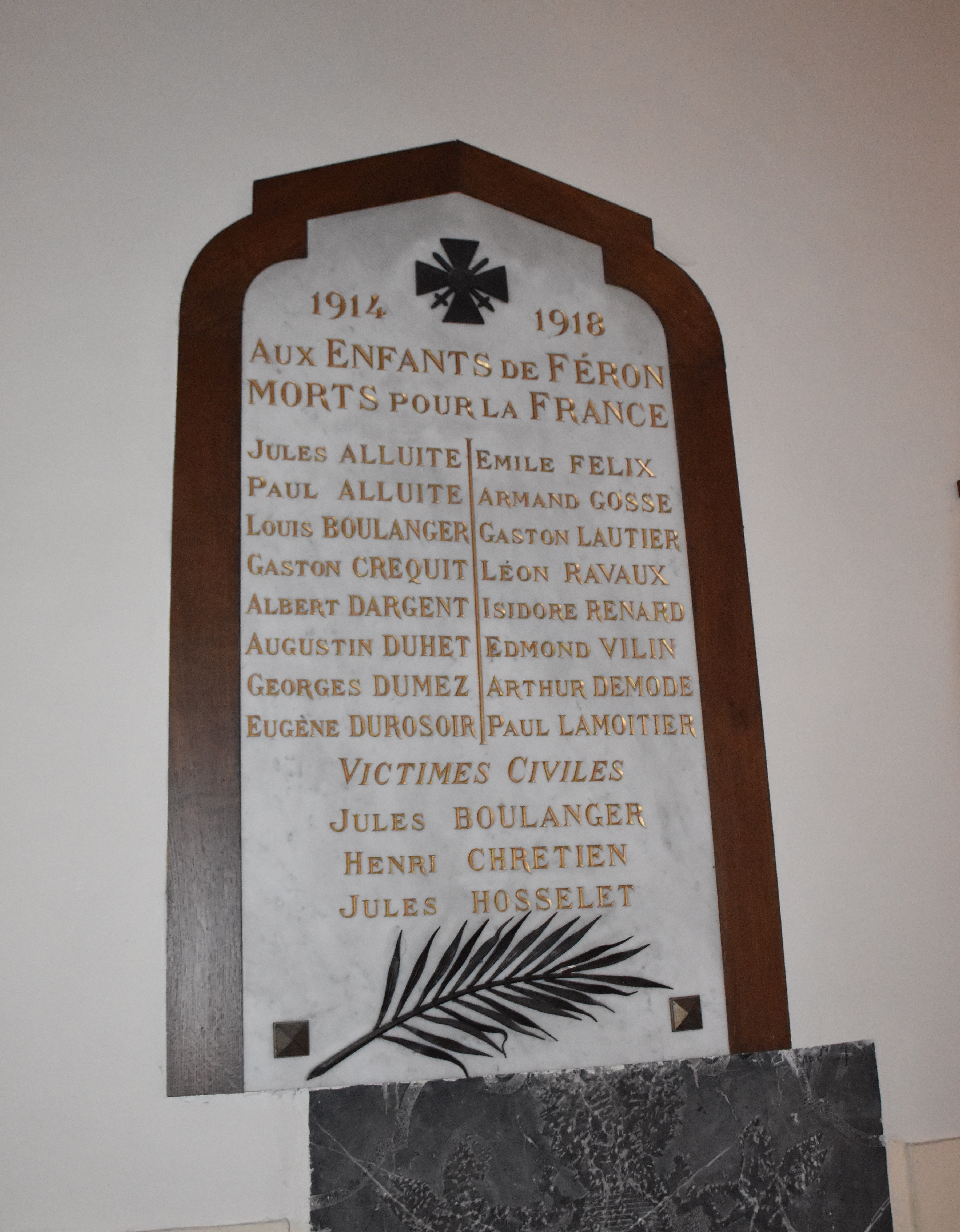
Plaque hommage 14-18.
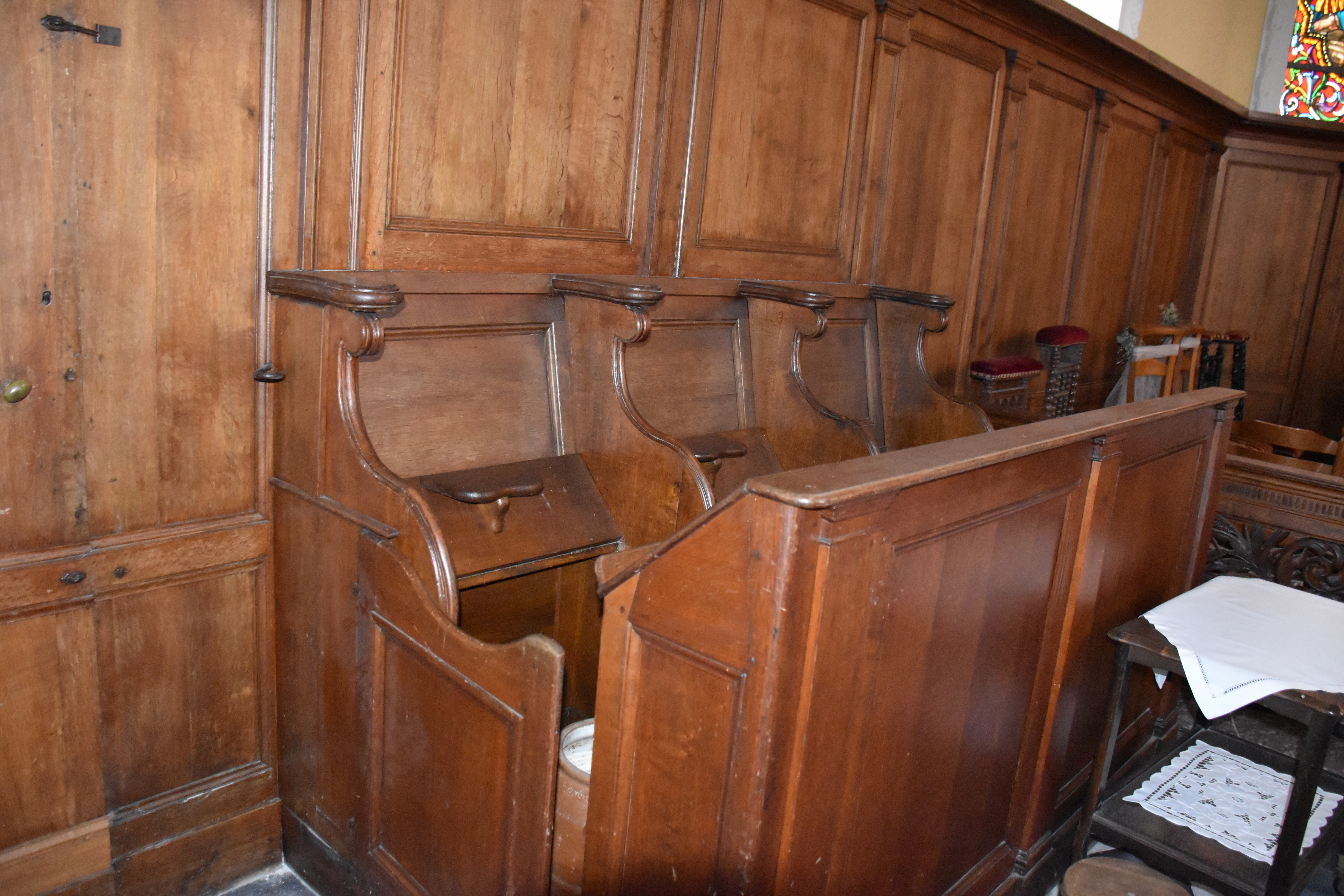
Les stalles.
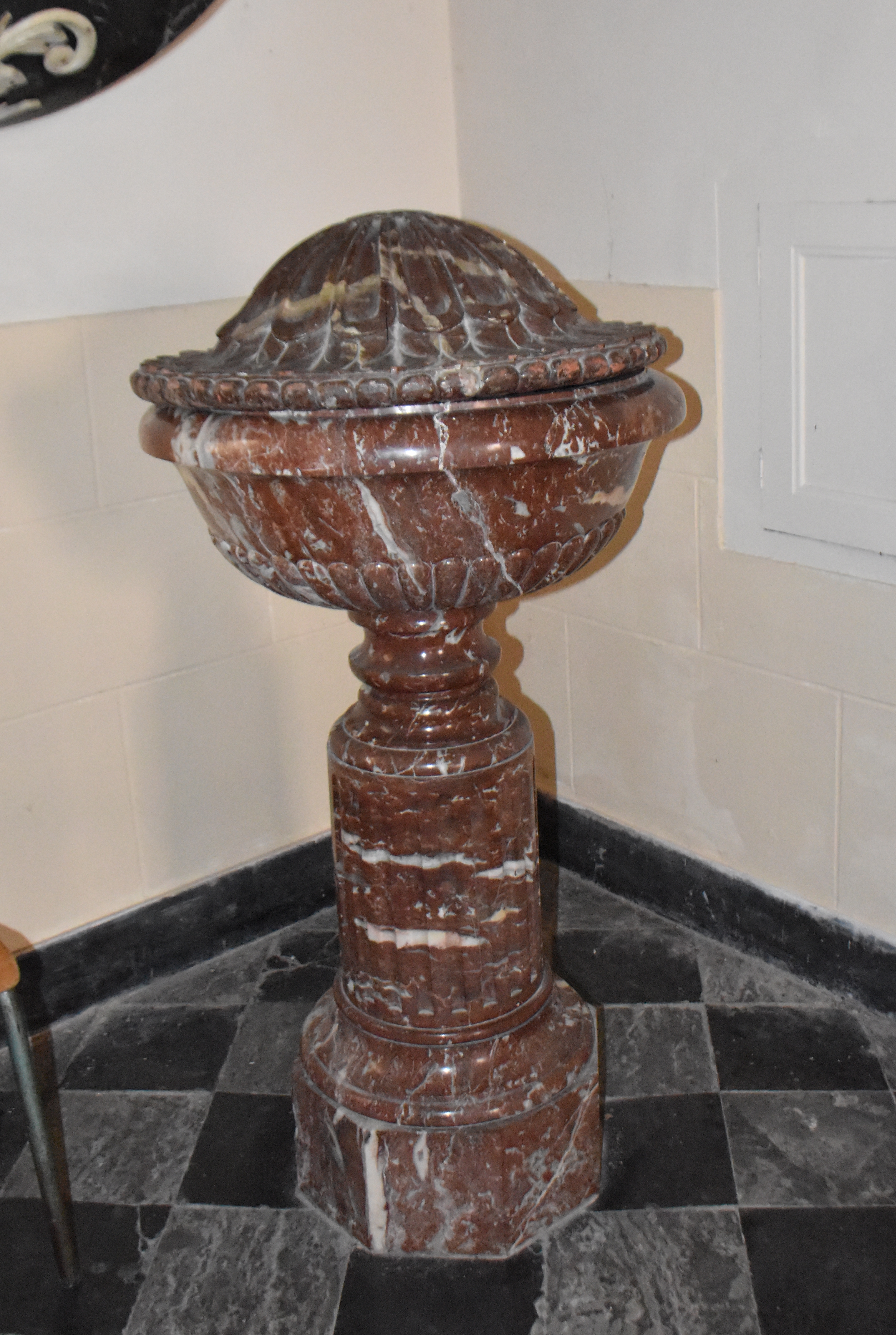
La cuve baptismale.

### Intérieur de l'église Saint-Martin: éléments classés

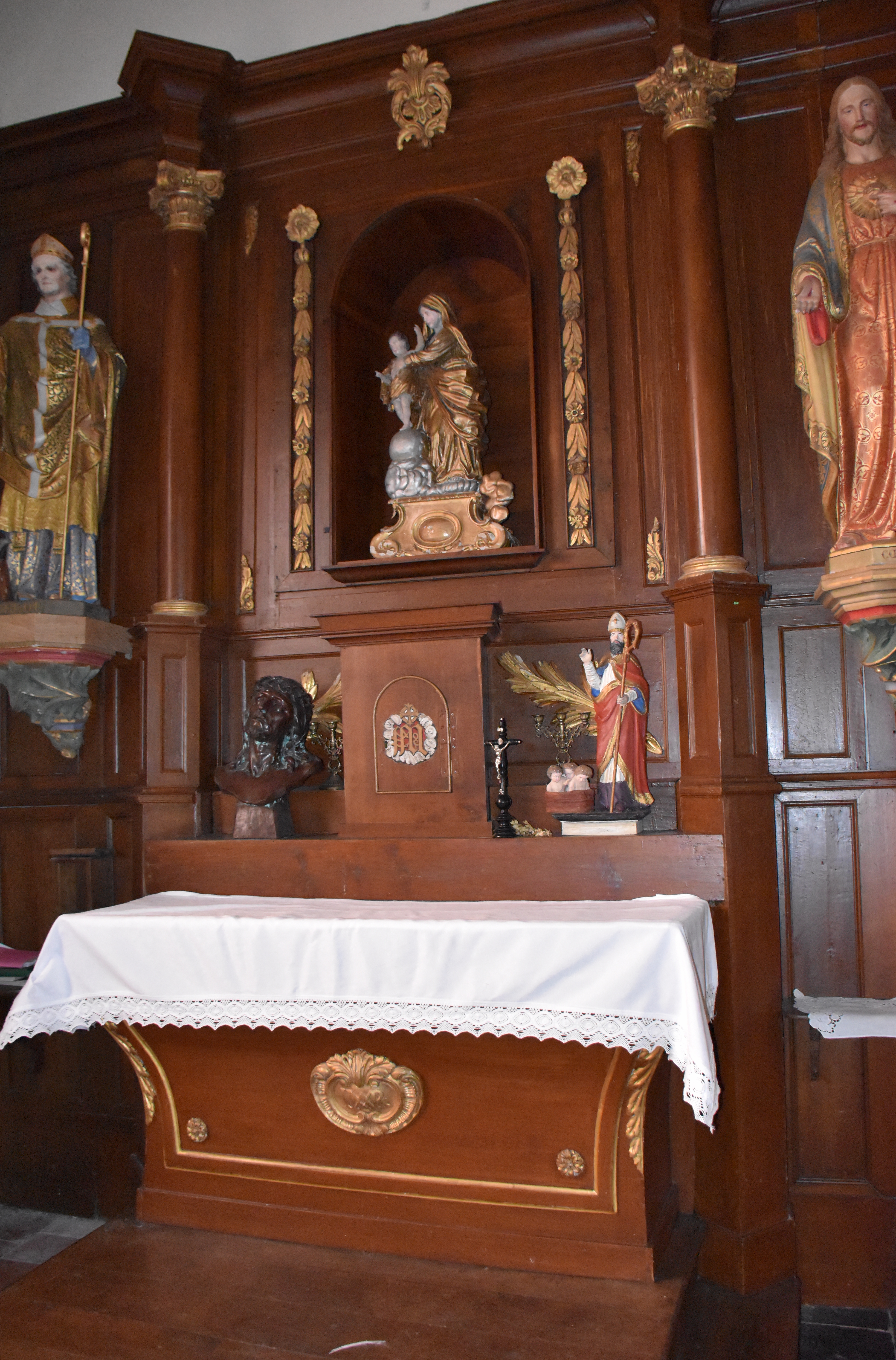
Autel de la Vierge et son retable du XVIIIe siècle .
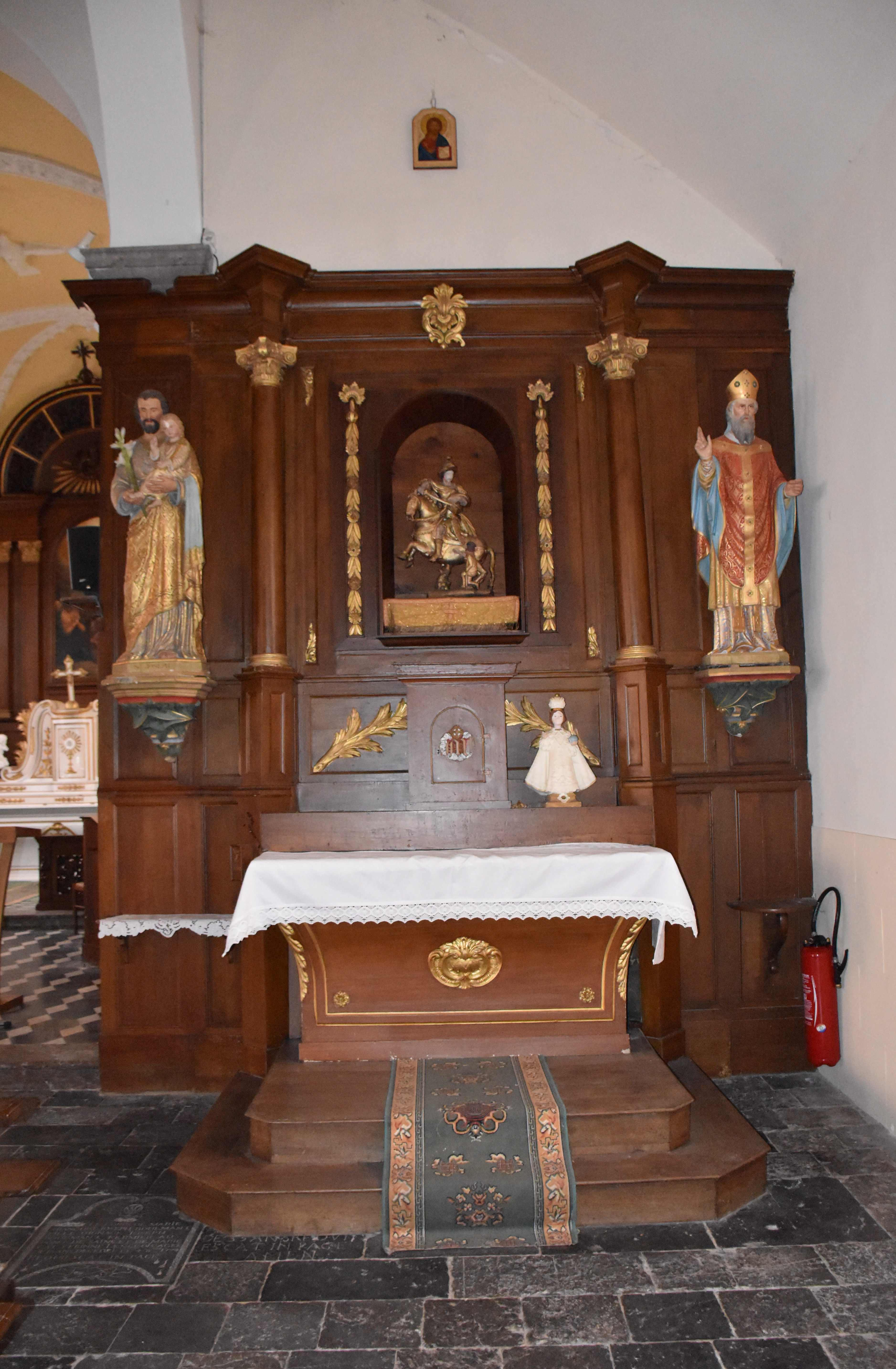
Autel de Saint-Martin.
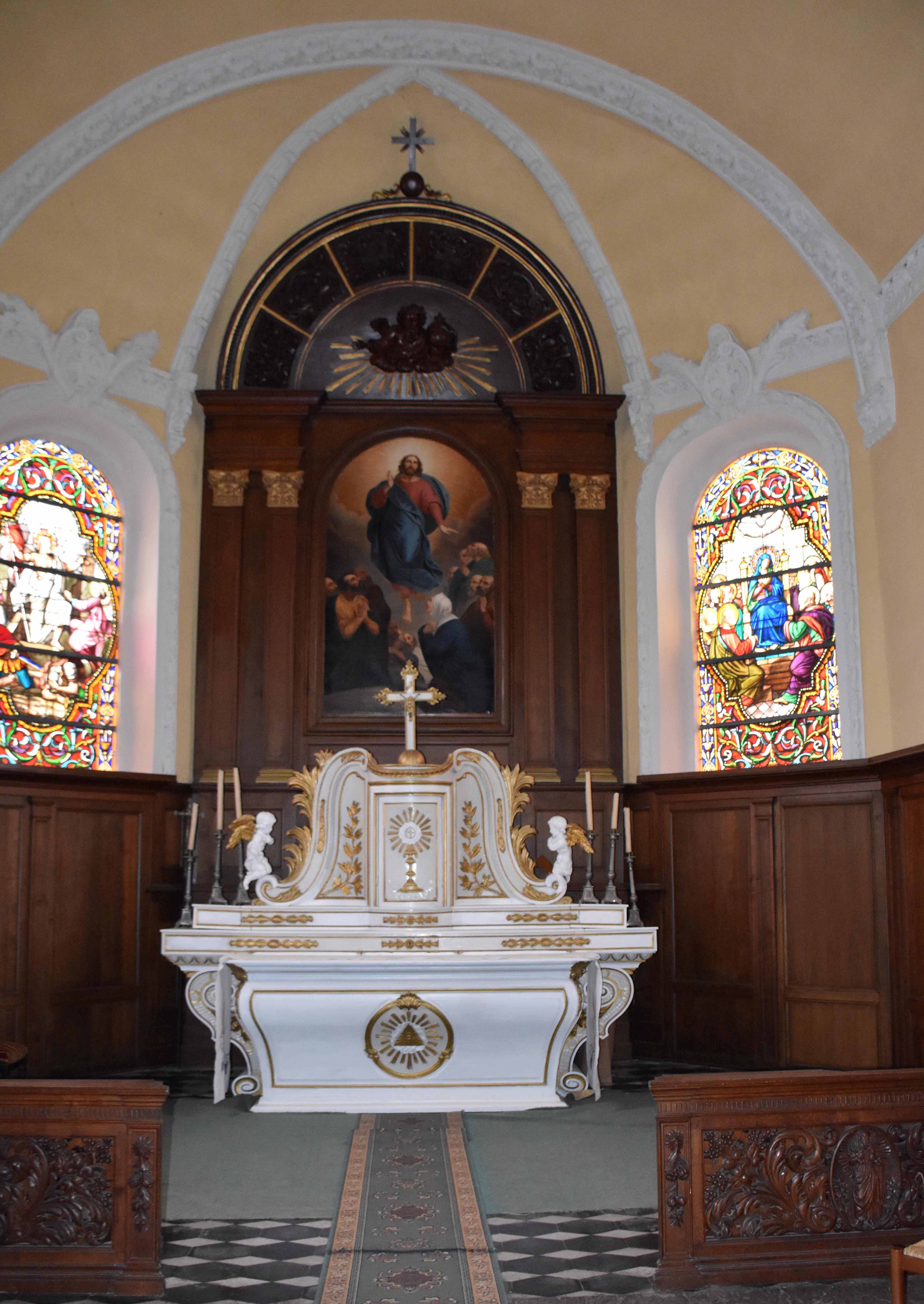
Le maître-autel en bois peint du XVIIIe siècle.
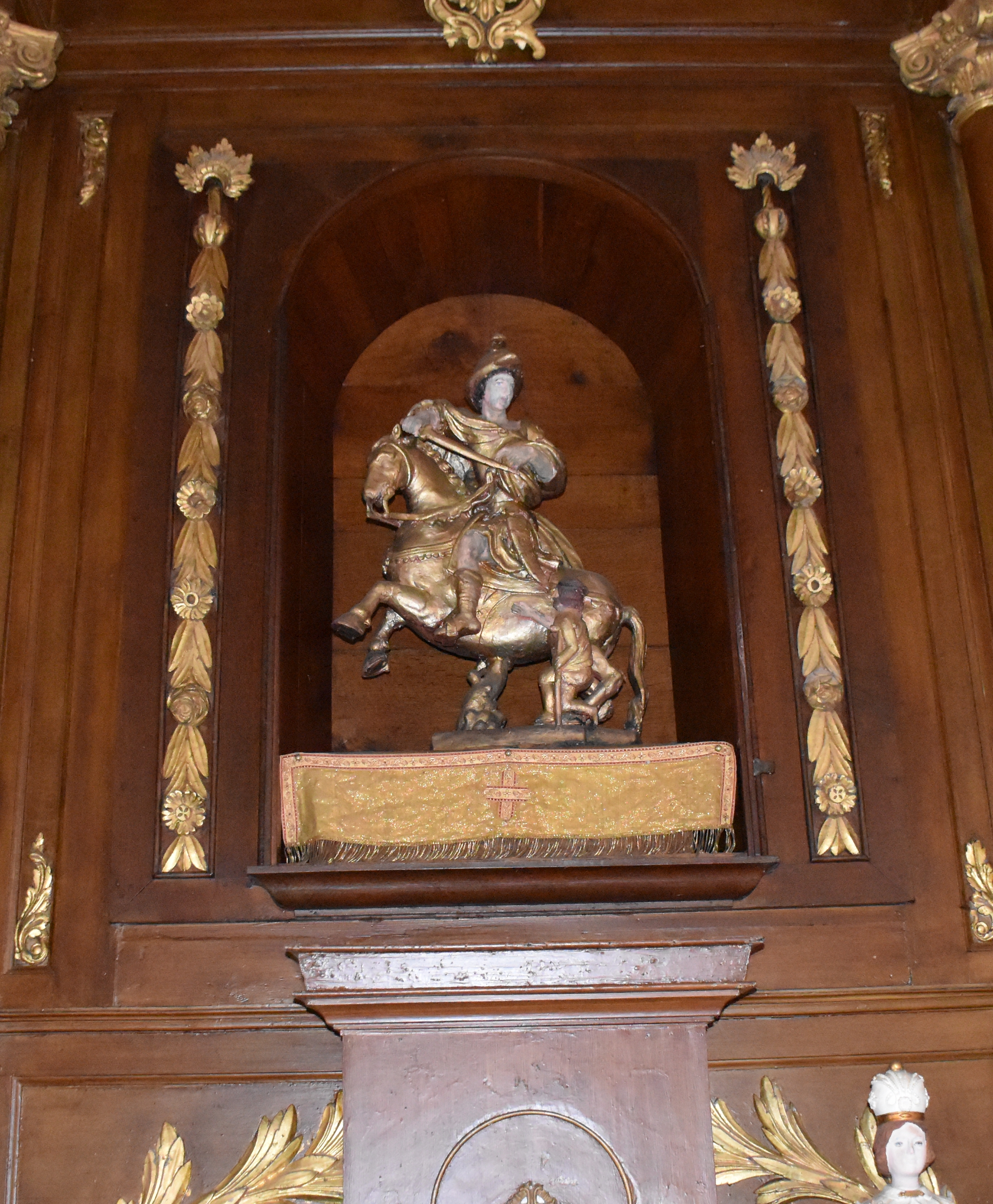
Groupe sculpté Saint-Martin et le pauvre en bois taillé polychrome du XVIIe siècle .
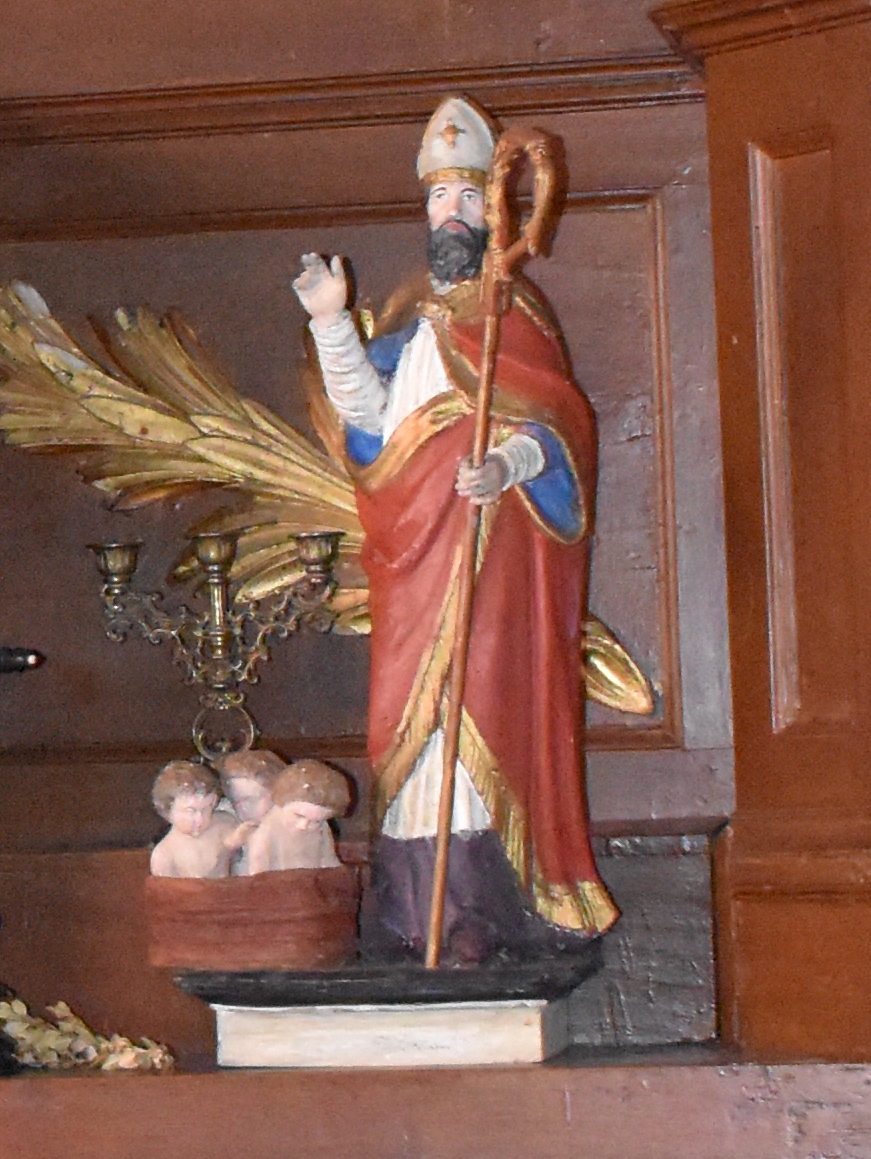
Saint Nicolas et les trois clercs au saloir en bois peint du XVIIIe siècle.
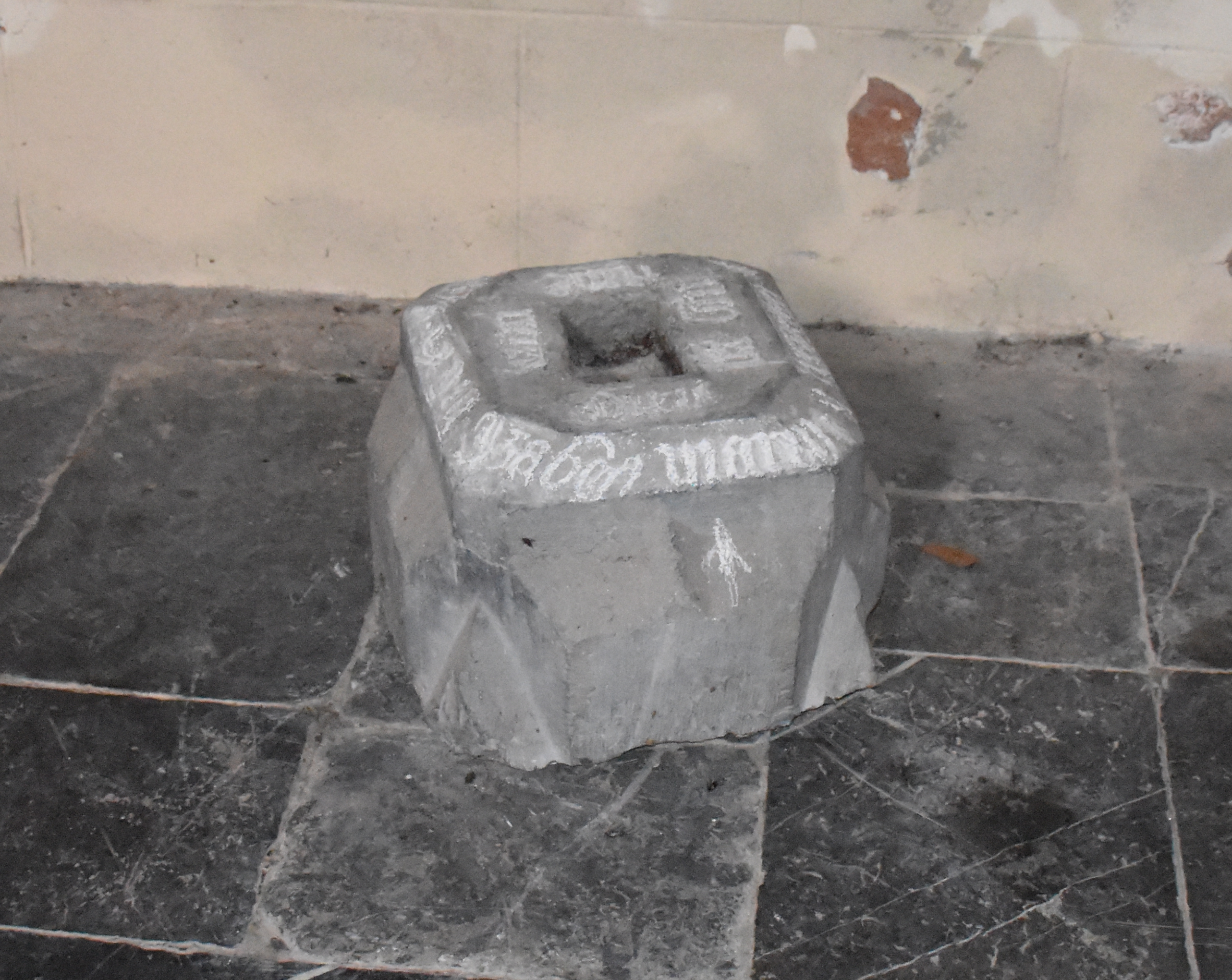
Socle de croix en pierre daté de 1559.